# 이타오 이츠지
이타오 이츠지(Itsuji Itao, 1963년 7월 18일 ~ )는 일본의 배우, 영화 감독, 탤런트이다.
돈다바야시시에서 태어났다.

## 방송
- 아까운 형사
- 마쓰모토 세이초 드라마 스페셜 의혹
- 도로케이 -경시청 수사 3과-
- 굿 닥터
- 프린지 맨

## 영화
- 리볼버 릴리 (2023년) - 오자와 역